# Hněvkov (Blatná)
Hněvkov je malá vesnice, část města Blatná v okrese Strakonice v Jihočeském kraji. Nachází se asi tři kilometry jihovýchodně od Blatné. Prochází zde silnice I/20. Hněvkov leží v katastrálním území Hněvkov u Mačkova o rozloze 4,68 km².

## Historie
První písemná zmínka o vesnici pochází z roku 1629.

## Obyvatelstvo
| Rok            | 1869 | 1880 | 1890 | 1900 | 1910 | 1921 | 1930 | 1950 | 1961 | 1970 | 1980 | 1991 | 2001 | 2011 | 2021 |
| -------------- | ---- | ---- | ---- | ---- | ---- | ---- | ---- | ---- | ---- | ---- | ---- | ---- | ---- | ---- | ---- |
| Počet obyvatel | 267  | 293  | 280  | 248  | 249  | 250  | 209  | 192  | 168  | 146  | 109  | 81   | 63   | 79   | 63   |
| Počet domů     | 40   | 42   | 43   | 43   | 43   | 44   | 47   | 50   | 44   | 43   | 36   | 46   | 48   | 51   | 51   |

## Obecní správa
Při sčítání lidu v letech 1850–1960 Hněvkov byl samostatnou obcí v okrese Blatná. V letech 1961–1976 byl částí obce Mačkov v okrese Strakonice. Od 1. dubna 1976 je částí města Blatná v okrese Strakonice. Poté se Mačkov opět osamostatnil, ale Hněvkov již zůstal součástí Blatné. V letech 1850–1959 k obci patřily Němčice.